# Краснослободское духовное училище
Комплекс зданий Краснослободского духовного училища (мужское) один из архитектурных памятников прошлого. Расположен в исторической части города Краснослободска, на Советской площади, д.14 , д.16. Парадное здание  — одно из самых крупных исторических сооружений города. Выделяется из других архитектурным обликом. Здание обрамляет площадь со стороны ул. К. Маркса (бывш. Московская). Фасад здания выходит к городскому парку (бывшей Соборной пл.) Стиль — русско-византийский, классицизм. Училище недействующее, до 2019 года в зданиях располагалась общеобразовательная средняя школа № 1 г. Краснослободска. На сегодняшний день здание находится в заброшенном состоянии, и медленно рушится.

## История образования
В Пензенской епархии до 1840 года существовали только два аналогичных заведения — Пензенское и Нижнеломовское. Оба эти училища были переполнены учениками. Пензенское училище, несмотря на две параллели классов из-за небольшого помещения особенно нуждалось в разгрузке. Более того, по уставу, при училище должно быть помещение (закрытый интернат) для части учеников, обучающихся на казенный счет. Поэтому лучшим выходом из создавшегося положения было открытие нового училища в каком-то уездном городе. Таким городом и стал Краснослободск, где в это время пустовала усадьба известного купца Абрама Дмитриевича Муромцева.

### Дом с колоннами

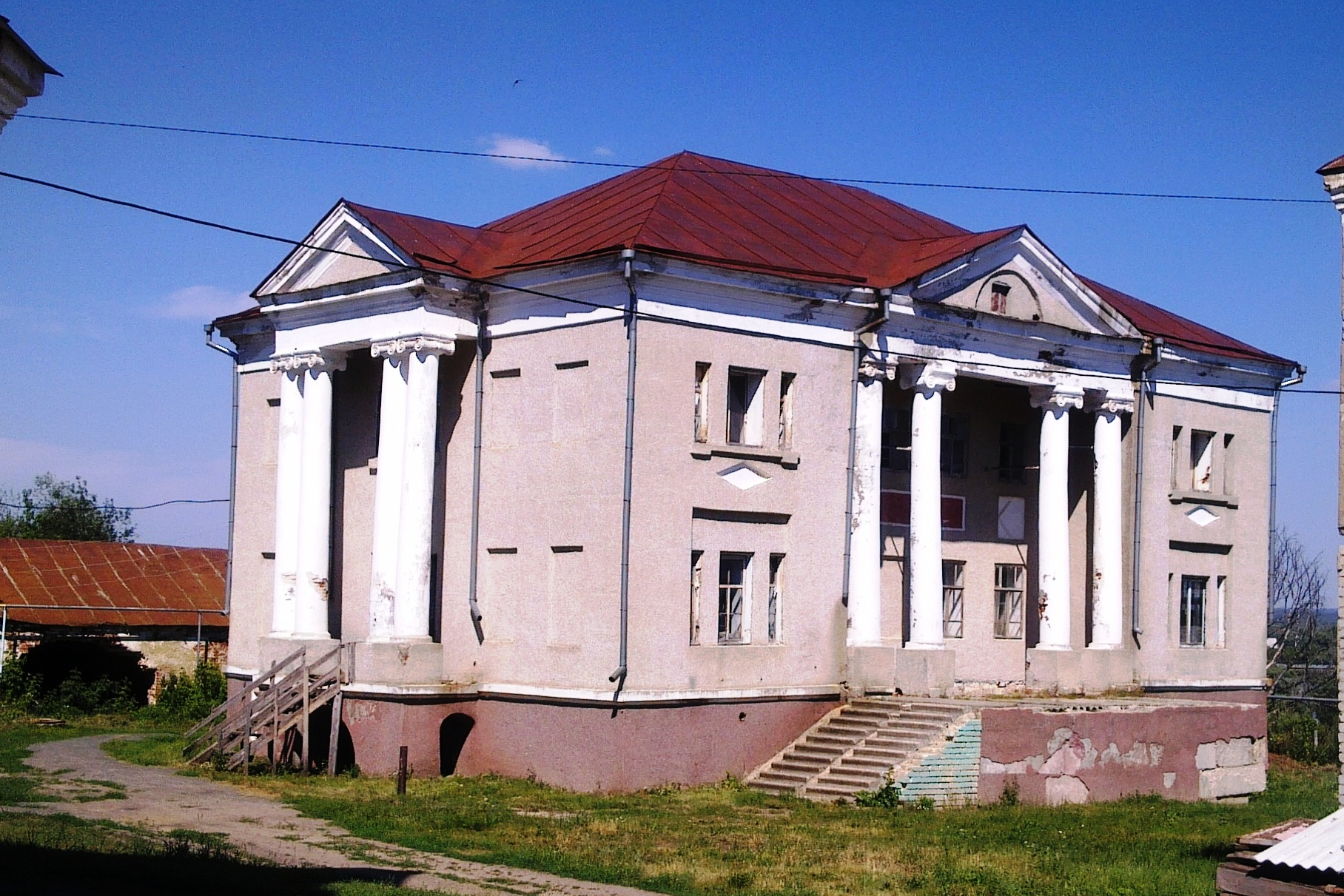
Дом купца А. Д. Муромцева. После революции — учебный корпус средней школы

Этот дом (здание с колоннами или дом с тремя балконами, стоящее во дворе школы № 1) принадлежал известному в Краснослободске и уезде купцу Абраму Дмитриевичу Муромцеву. Его называли «монополистом-магнатом, захватившим в свои руки всю хлебную закупку в Краснослободском уезде». Такое положение нельзя было завоевать быстро, тем более что в городе жили и другие магнаты — Иван Михайлович Севостьянов, Лука Иванович Ненюков и др. Муромцев довольно широко занимается благотворительной деятельностью: жертвует на богадельню и сирот (богадельня Муромцева (Владимирская обитель), был одним из инициаторов организации женского Успенского монастыря. О нём известно, что построил каменный храм в с. Гумны, Успенскую церковь в Краснослободске и, даже ослепнув, продолжал раздавать деньги на паперти церкви бедным. Усадьба была построена предположительно в конце XVIII — начале XIX века, то есть в эпоху классицизма в русском зодчестве. В бывшем доме купца элементы классицизма проявляются особенно. Эта постройка характеризуется уравновешенностью, чётким и спокойным ритмом, выверенностью пропорций. Парадный вход расположен в центре и оформлен в виде портика — выступающей вперёд части здания с колоннами и фронтоном. Архитектура здания указывает на то, что оно было построено гораздо раньше трехэтажного корпуса (1893).
Поскольку основная деятельность купца приходилась на начало XIX века в Краснослободске (об этом пишет в своей работе краевед А. С. Никольский), остается предполагать, что дом с колоннами уже стоял в вышеуказанное время, когда хозяин имел для его строительства все необходимые средства. При определении даже приблизительной датировки очень важно установить и возраст хозяина. В известной работе «Краснослободский женский монастырь» Иван Беляев (священник-краевед второй половины XIX века) дважды употреблял слово «старик», говоря о Муромцеве. Лексическое определение этого слова позволяет сделать вывод о его возрастном значении. Следовательно, к 1810 году (дата основания Успенской обители) Абраму Дмитриевичу было за шестьдесят лет. К этому времени он был очень богат: ему принадлежали купоросные заводы, расположенные между городом и будущим селом Старые Горяши. Заводы располагались на том месте, которое сейчас в простонародье называется «черная земля». После его смерти (ум. в 1821 г.) зданием владел магнат Севастьянов, который продал его Пензенской епархии.

## Основание училища
Училище было открыто в 1844 году (по прежнему уставу) оно состояло из двух училищ — уездного и приходского. В уездном училище было два отделения — высшее и низшее. Курс обучения в уездном училище составлял три года. В приходском было только два класса. Оба училища управлялись одним смотрителем (директором). Первый смотритель училища — С. М. Соловьёв. Инспектором Краснослободского духовного училища стал учитель из г. Пензы Н. П. Аракчеевский, а учителями определены П. Ф. Богоявленский и И. Н. Бобров, Я. Лебедевский, К. Тихомиров. В приходское училище был назначен Я. П. Лебедевский (закончивший духовную семинарию) и священник краснослободской Успенской церкви И. Тихомиров (в это время Успенский монастырь ещё официально не открыт и Успенская церковь функционирует как приходская).
Набор детей в училище производился в основном из семей священнослужителей различных уездов Пензенской губернии: Краснослободского, Инсарского, Саранского, Наровчатского, а также казенные воспитанники (бурсаки) Пензенской епархии, (60 учеников). Из Пензенского училища должны были поступить 154 ученика, из Нижнеломоского — 52. Всего приняли в уездное и приходское училища 205 человек. 5 марта 1844 года С. М. Соловьев прибывает в Краснослободск — 13 и 18 марта принимает хозяйство. Так в делах и хлопотах подошло 9 апреля — день открытия Краснослободского духовного училища. Более 60 лет Краснослободское духовное училище готовило для поступления в Пензенскую духовную семинарию и церковных служб. На содержание каждого, согласно штатам 1836 г., приходилось по 22 руб. 84 коп. серебром в год.
Посреди широкого двора муромцевской усадьбы, заваленного различным строительным мусором, стоял каменный двухэтажный дом с «тремя балконами» (дом с колоннами). В этом корпусе находились два класса уездного училища. Здесь же были квартиры смотрителя и двух учителей уездного училища, а также библиотека. По сторонам находились два флигеля. В соседнем здании (современная треуголка) — два класса приходского училища и квартиры для двух учителей. В восточном углу двора стояла деревянная баня, уже пришедшая в негодность. За баней располагались кирпичные здания двух ледников с железной крышей. Юго-восточная сторона двора была без построек. В северо-западном углу находилось ещё одно каменное здание, которое в сильно измененном виде дошло до нашего времени (учебный корпус школы с пристроенным спортивным залом). В нём находились: квартира инспектора, больница, кухня и пекарня. Рядом, в северном одноэтажном флигеле — две комнаты для казенных воспитанников (бурсаков) и две столовые. С передней стороны (где сейчас горделиво возвышается центральное здание городской школы № 1) был пустырь, заваленный строительным мусором. Училище окружал низенький каменный забор с каменными столбами. В то время между этими столбами ещё не было железной решетки.

### Программа обучения
Программа обучения училища состояла из следующих предметов: на первом месте — закон Божий с краткой священной историей, учащиеся изучали основы древнегреческого и латинского языков; большое значение придавалось старославянскому и русскому языкам, географии, арифметике, церковному уставу и нотному церковному пению.
В приходском училище программа была несколько скромнее: краткий катехизис с краткой историей, русская грамматика, начальные правила арифметики, чистописание, чтение и нотное пение.
Учебное заведение обзаводится внутренними порядками. В конце каждого месяца составляются ведомости, где отражаются успехи и поведение учеников. Поощряются учащиеся, выполняющие правила внутреннего распорядка. Особенно выделяются имена учеников, отличившихся не только поведением, но и отличной учебой. Те же, кто не желал учиться, штрафовались, а получающие пособие — лишались его. Некоторые исключались.
Закончился 1843/44 учебный год. Он принес радость 30 учащимся, которые были приняты в пензенскую семинарию. С начала нового учебного года на должность учителя прибывает студент семинарии Мичкасский. Имея неплохие музыкальные данные, он организует хор. Это было новшество, не только для училища, но и для уезда в целом. Для училищного хора требовалась церковь (своя появится лишь с постройкой в 1893 году нового трехэтажного здания). Такой церковью стала Благовещенская. Новшество прижилось. Краснослободчане стали чаще посещать эту церковь. Вскоре здесь стали появляться и все краснослободские аристократы. О популярности училищного хора говорит и тот факт, что хористы выступали в частных домах, их концерты украшали домашние праздники. Исполнялись не только духовные произведения, но и светские. Часто выступали хористы и в саду Севостьянова (он назывался дворянским и находился на территории современной фабрики). Для небольшого уездного города, стоящего далеко от губернских центров, деятельность училищного хора имела большое культурное значение.
В начале 1852-53 учебного года училище было преобразовано: вместо уездного и приходского осталось одно — уездное училище.

### Интересный факт
Как ни парадоксально, но для лиц духовного звания фамилии выбирались случайные. Некоторые получали новую фамилию или закрепляли ту, которую имели. По документам, почти половина всех учеников Краснослободского духовного училища взяли новые фамилии.

### Парадное здание
В 1891 году с момента открытия училища прошло полвека, ученики занимались в старых зданиях. Здания корпусов требовали ремонта. Здания постепенно разрушались: в стенах стали появляться трещины, арка учебного корпуса (усадьбы), на основании которой стояли колонны, также рушилась.
Частый ремонт постепенно изменил внешний вид усадьбы Муромцева. В 1892 году переднюю площадь, заваленную строительным мусором, очистили. Для училища началось строительство большого парадного трехэтажного здания, с просторными классными комнатами, и своей церковью. Домовой храм Митрофана Епископа Воронежского был встроен в парадное здание. Со стороны двора хорошо заметна церковная пристройка. Строительство здания заканчивается в 1893 году. Территория обнесена красивым решетчатым забором. 

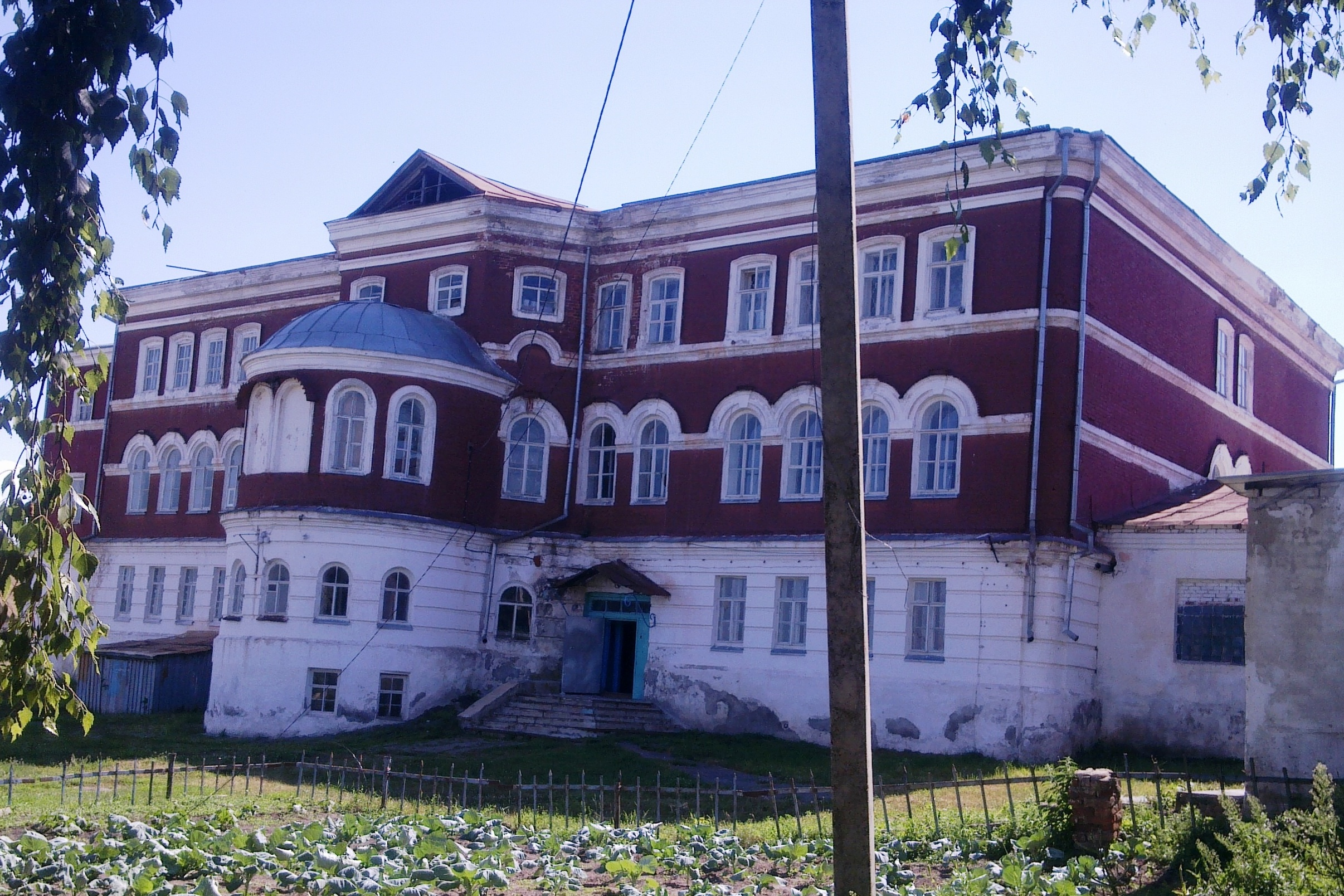
Мужское духовное училище. Краснослободск.

### После революции
Уездное училище, где готовили псаломщиков, существовало вплоть до революции. После большевистского переворота особняк занял отряд красноармейцев. Здания училища уцелели от разгрома, и сохранились до настоящего времени. В декабре 1923 года в них разместилась городская школа. С момента основания облик зданий сильно изменился, но дух XIX века все равно присутствует. Обращают на себя внимание сводчатые потолки, фигурно кованные внутренние лестницы.